# Dipartimento di Almirante Brown
Almirante Brown è un dipartimento argentino, situato nella parte occidentale della provincia del Chaco, con capoluogo Pampa del Infierno.

## Geografia fisica
Esso confina con le province di Santiago del Estero e Salta, e con i dipartimenti di General Güemes, Maipú, Independencia, General Belgrano e Nueve de Julio.

## Società

### Evoluzione demografica
Secondo il censimento del 2001, su un territorio di 17.276 km², la popolazione ammontava a 29.086 abitanti, con un aumento demografico del 40,89% rispetto al censimento del 1991.

## Amministrazione
Nel 2001, oltre a Pampa del Infierno, il dipartimento comprendeva i seguenti comuni (municipios in spagnolo):
- Concepción del Bermejo
- Los Frentones
- Taco Pozo